# Diana Aguavil
Diana Alexandra Aguavil Calazacón (Otongo Mapalí, 7 agosto 1983) è una politica ecuadoriana. Leader dei nativi, è il primo governatore donna della comunità Tsáchila dopo 104 anni di amministrazioni maschili.
Nell'aprile 2019 l'Assemblea nazionale conferì a Diana Aguavil una decorazione al merito per il suo impegno sociale e per essere stata la prima donna governatrice di nazionalità Tsáchila; ricevette anche un "Accordo legislativo: in cui il suo valore, il suo lavoro e la sua offerta di servizi invariabili sono elogiati e consegna, a seconda dell'interesse collettivo. Questa attività faceva parte della celebrazione del tradizionale festival di Kasama, che esalta i valori di identità della nazionalità di Tsáchila.